# 学校法人四條畷学園
学校法人四條畷学園（がっこうほうじんしじょうなわてがくえん）とは、大阪府大東市にある学校法人。

## 設置学校
- 四條畷学園保育園
- 四條畷学園大学附属幼稚園
- 四條畷学園小学校・中学校・高等学校
- 四條畷学園短期大学
- 四條畷学園大学

## 沿革
1926年（大正15年）に設立された四條畷高等女学校が母体である。設立者は牧田宗太郎・環（1871年 - 1943年）兄弟。設立当時、宗太郎は四條畷中学校（現在の大阪府立四條畷高等学校）校長であり、環は東京帝国大学を卒業して工学博士の学位を持つ鉱山技術者で三井財閥の重役であった（三井財閥総帥・団琢磨の娘婿。のち三井鉱山会長、昭和飛行機工業社長、帝国燃料興業総裁などを務めた）。
宗太郎・環兄弟の父は大坂城詰めの幕臣であったが、明治維新により失職、牧田家の収入は途絶えがちとなった。母の栄子が働き、女手一つで7人の子を育て上げた。宗太郎・環兄弟は、自分たちが教育界・実業界で世の役に立つことができたのは母の教育のおかげであると、敬愛と感謝の念を抱き、その恩返しのために「子供たちを本当に立派な人として育てることのできる力を身に備えた女性を社会に送り出す」女子教育を志した。このため、建学の精神として「報恩感謝」を掲げている。
四條畷が校地に選ばれたのは、南北朝時代に四條畷の戦いが行われた「史情豊か」な土地であることによる（南朝方の楠木正行（小楠公。楠木正成の子）らが敗れて自決した。近代には尊皇思想・忠君愛国の模範とされ、正行を主祭神とする四條畷神社が設立された）。女子教育の理想像としたのは、逆境に耐えて子供を育てたとして「女性の鑑」と称揚されていた正行の母（正成夫人）久子であった。学園設立は、四條畷神社に摂社として久子を祀る御妣（みおや）神社が建立されたの同時期であった。
戦時下、宗太郎・環兄弟は相次いで世を去り、さらには後継者とたのんだ宗太郎の長男も早世した。学園を率いることになったのは、宗太郎夫人の隈（1881年 - 1974年）であった。隈は水戸出身で、東京女子師範学校（現・お茶の水女子大学）卒業後小学校教師を経て宗太郎と結婚した。隈が団家の縁者の家庭教師をしていたのが縁であったといい、「小楠公のおひざ元ですから喜んで」と嫁いできたというエピソードが伝わる。隈のもとで、学園は幼稚園から大学までを擁する総合学園に発展した。

### 年表
- 1926年（大正15年） - 四條畷高等女学校創立。北河内郡門真村古川橋[注釈 7]に仮校舎を設ける[1][5]
- 1927年（昭和2年） - 現在地（当時は北河内郡四條村）に移転[1][5]。学園歌を制定[5]
- 1929年（昭和4年） - 本館竣工[1][5]
- 1941年（昭和16年） - 四條畷高等女学校の設置者を財団法人四條畷学園に変更することが認可される[13]。
- 1941年（昭和16年） - 四條畷学園幼稚園開園[1]
- 1947年（昭和22年） - 学制改革にともない、四條畷学園中学校（新制）開校[1]
- 1948年（昭和23年） - 学制改革にともない、四條畷学園高等学校（新制）開校[1][5]。また四條畷学園小学校を開校[1]
- 1964年（昭和39年） - 四條畷学園女子短期大学開学[1][14]
- 2000年（平成12年） - 四條畷学園女子短期大学、 四條畷学園短期大学に名称変更[14]
- 2005年（平成17年） - 四條畷学園大学開学[1][14]
- 2018年（平成30年） - 四條畷学園保育園開園[1]